# Philippe Gardent
Philippe Gardent (* 15. März 1964 in Belleville) ist ein französischer Handballtrainer und ehemaliger Handballspieler.

## Spielerlaufbahn
Der 1,84 m große Philippe Gardent spielte auf der Position des Kreisläufers. In seiner Jugend war er für Stade français in Paris aktiv. 1982 wechselte er zum Paris Université Club. 1985 nahm ihn der damalige Spitzenklub USM Gagny unter Vertrag, mit dem er 1986 und 1987 französischer Meister wurde sowie 1987 den Pokal gewann. Nach fünf Jahren ging er zu USAM Nîmes, mit dem er 1991 eine weitere Meisterschaft errang. 1992 schloss er sich dem finanzkräftigen OM Vitrolles an, mit dem er 1994 und 1996 erneut Meister sowie 1993 und 1995 Pokalsieger wurde. International konnte er 1993 den Europapokal der Pokalsieger gewinnen. Ein Jahr darauf unterlag er im Endspiel dem FC Barcelona. 1996 beendete er seine Karriere. Im Jahr 2002 wurde er zu Frankreichs besten Kreisläufer aller Zeiten gewählt.
In der Französischen Nationalmannschaft debütierte Gardent 1983 bei den Mittelmeerspielen, wo er in seinem ersten Spiel gleich die Rote Karte sah. Bei den Olympischen Spielen 1992 gewann er die Bronzemedaille. Bei der folgenden Weltmeisterschaft 1993 unterlag er im Finale dem russischen Team. Seinen größten Erfolge feierte er bei der Weltmeisterschaft 1995 mit dem Weltmeistertitel. Bis 1995 bestritt der langjährige Kapitän 298 Länderspiele, in denen er 635 Tore erzielte.

## Trainerlaufbahn
Nach seinem Karriereende übernahm Philippe Gardent 1996 den Trainerposten bei Chambéry Savoie HB, denen er bis 2012 treu blieb. Unter seiner Leitung gewann Chambéry 2001 die Meisterschaft und 2002 den Ligapokal. Außerdem wurde er zehnmal Vizemeister sowie viermal Pokalfinalist. Auf europäischer Ebene stand er im Viertelfinale des Pokalsieger-Wettbewerbs 2002/03 und EHF-Pokals 2007/08. Von 2012 bis 2015 trainierte er Paris Saint-Germain, mit dem er 2013 Meister wurde sowie das Finale im Pokal erreichte. In der EHF Champions League 2013/14 scheiterte er im Viertelfinale an MKB-MVM Veszprém. Weiterhin gewann er 2014 und 2015 den französischen Pokal sowie 2015 die französische Meisterschaft. Zwischen 2015 und 2021 trainierte er Fenix Toulouse Handball. Gardent übernahm zur Saison 2023/24 den französischen Erstligisten Pays d’Aix UC.

## Erfolge
als Spieler
- Französischer Meister 1986, 1987, 1991, 1994 und 1996
- Französischer Pokalsieger 1987, 1993 und 1995
- Europapokal der Pokalsieger 1993
- Bronze bei den Olympischen Spielen 1992
- Silber bei der Weltmeisterschaft 1993
- Gold bei der Weltmeisterschaft 1995
- Bester Kreisläufer Frankreichs aller Zeiten (2002)

als Trainer
- Französischer Meister 2001, 2013 und 2015
- Französischer Ligapokalsieger 2002
- Französischer Pokalsieger 2014 und 2015
- Trainer des Jahres 2001 und 2011[9][10]